# Kenyas ambassad i Stockholm
Kenyas ambassad i Stockholm är Kenyas diplomatiska representation i Sverige. Ambassadör är sedan 2019 Diana Wanjiku Kiambuthi. Ambassaden är belägen på Birger Jarlsgatan 37.
Ambassadörens residens ligger i Villa Öhman, Saltsjö-Duvnäs, Strandpromenaden 6.

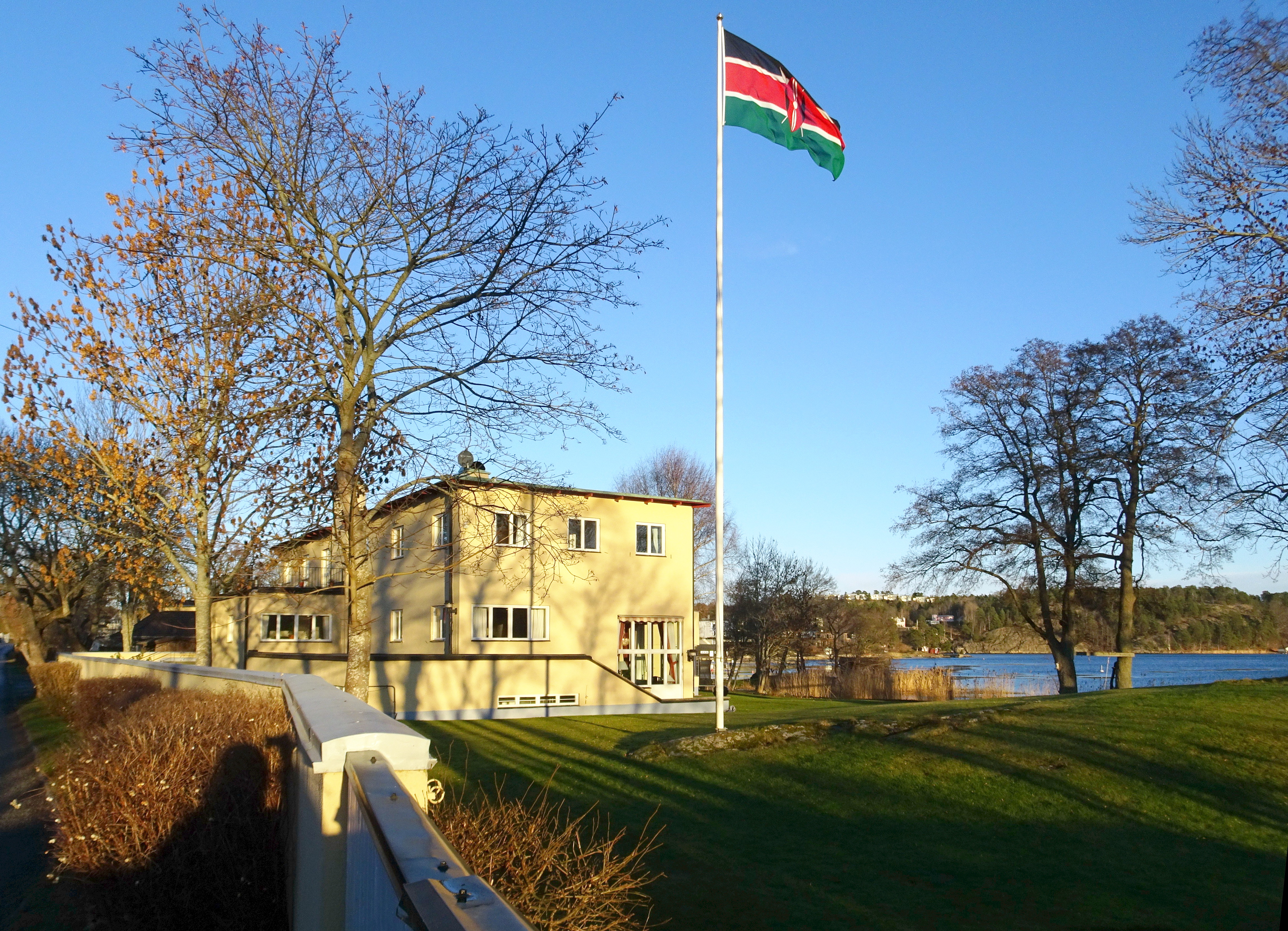
Villa Öhman, Saltsjö-Duvnäs.

## Beskickningschefer
| Namn                    | Period    | Funktion   |
| ----------------------- | --------- | ---------- |
| Joseph Kiprono Sang     | 2013–2019 | Ambassadör |
| Diana Wanjiku Kiambuthi | 2019–     | Ambassadör |